# Саксония-Анхальт
Саксо́ния-А́нхальт, или Саксония-Ангальт (нем. Sachsen-Anhalt, произношениео файле) — земля Германии, одна из новых земель, вошедших в ФРГ после воссоединения с ГДР. Столица — город Магдебург.

## Название
Название Анхальт (нем. Anhalt) впервые упоминается в 1212 году во времена правления асканийских князей. Единое название «Саксония-Анхальт» появилось в 1947 году.

## Герб и флаг
Герб земли — это комбинация гербов бывшей прусской провинции Саксония и земли Анхальт. С начала и до середины XIX века провинция Саксония имела саксонский герб с жёлто-чёрными полосами и наложенным наискосок зелёным зубчатым венцом. Во времена Веймарской республики в правый верхний угол был добавлен прусский орёл, а в нижнюю часть герба — символ земли Анхальт — медведь, шагающий по красной зубчатой стене. Флаг Саксонии-Анхальт двухцветный — верхняя его половина жёлтая, а нижняя — чёрная.

## География
На севере Саксония-Анхальт имеет равнинный характер. В малонаселённом Альтмарке есть старые ганзейские города, такие как Зальцведель, Гарделеген, Штендаль и Тангермюнде. Кольбиц-Лецлингер-Хайде и Дрёмлинг образуют переход от Альтмарка к региону Эльба-Бёрде-Хайде с плодородной, редко засаженной деревьями Магдебургской борде. В Магдебургском Берде находятся города Хальденслебен, Ошерслебен (Боде), Ванцлебен-Бёрде, Шёнебек (Эльба), Ашерслебен и Магдебург, от которых регион получил своё название.
На юго-западе лежат горы Гарц с трансграничным Национальным парком Гарц, предгорьями Гарц и землёй Мансфельдер, а также города Хальберштадт, Кведлинбург, Вернигероде, Тале, Лютерштадт-Айслебен и Зангерхаузен.
Агломерация Галле (Заале)/Мерсебург/Биттерфельд-Вольфен (также известная как «Химический треугольник») расположена на границе с Саксонией и простирается до Лейпцига в Саксонии. Химическая промышленность была основана здесь с её экономической направленностью в Лойне с конца 19-го и начала 20-го века.
В Саксонии-Анхальт создано 6 природных парков (Зале-Унструт-Триасланд, Дюбинер Хайде, Унтерес Залеталь, Флеминг, Гарц/Саксония-Анхальт, Гарц/Mansfelder Land). Природный парк Зале-Унструт-Триасланд, является также геологическим заповедником триасового периода, а уникальные болота Дрёмлинг охраняются статусом национального биосферного заповедника.

### Регионы
- Альтмарк
- Анхальт
- Анхальт-Виттенберг
- Среднегерманский химический треугольник
- Магдебургский регион
- Гарц
- Земля Мансфельд
- Остфалия
- Зале-Унструт

## История
В X веке почти вся территория современной Саксонии-Анхальт была частью большого герцогства Саксония, входившего в Священную Римскую империю.
В XII—XIII веках герцогство Саксония распалось на ряд независимых герцогств и графств.
В 1157 году отделилась Северная марка (ныне регион Альтмарк), ставшая имперским маркграфством Бранденбургским.
Графство Анхальт отделилось в 1212 году во времена правления асканийских князей и достигло культурного расцвета при князе Анхальта-Дессау Леопольде III. Среди других осколков Саксонии наиболее важным было герцогство Саксен-Виттенберг, владельцы которого получили титул курфюрстов Саксонии.
В 1423 году оставшееся без наследников герцогство Саксен-Виттенберг было передано маркграфству Мейсен, вместе с ним мейсенский маркграф получил титул курфюрста Саксонии (позже курфюршество стало королевством).
После Наполеоновских войн почти вся территория нынешней Саксонии-Анхальт (в том числе и бывшее герцогство Саксен-Виттенберг) согласно решениям Венского конгресса вошла в состав Пруссии. На ней была создана прусская провинция Саксония. Герцогство Ангальт вошло в Германскую империю в 1871 году.
В 1918 году, после свержения монархии в Германии, Анхальт становится Свободным государством Анхальт; после 1934 года — землёй Анхальт.
После окончания Второй мировой войны Анхальт вошёл в советскую зону оккупации и на его территории базировалась 3-я общевойсковая армия. Некоторое время был объединён с бывшей прусской провинцией Саксония в землю Саксония-Анхальт.
Саксония-Анхальт как самостоятельная земля имеет короткую историю. Появившись в 1947 году, она просуществовала до 1952 года. После принятия «Закона о дальнейшей демократизации структуры и методов работы государственных органов в землях ГДР», 25 июля 1952 года ландтаг Саксонии-Анхальт принял решение о своём самороспуске и образовании округов Галле и Магдебург.
3 октября 1990 года произошло воссоединение Германии. Саксония-Анхальт вновь появилась как отдельная земля на карте Германии. 14 октября впервые после 1946 года жители участвовали в свободных выборах членов земельного парламента. Отдельные входящие в землю регионы являются старейшими культурными центрами Германии.

## Политика
Законодательный орган — Ландтаг Саксонии-Анхальт (нем. Landtag Sachsen-Anhalt), избираемый населением, исполнительный орган — Земельное Правительство Саксонии-Анхальт (Landesregierung von Sachsen-Anhalt), состоящее из Премьер-Министра Земли Саксония-Анхальт (Ministerpräsident des Landes Sachsen-Anhalt) и министров земли Саксония-Анхальт, орган конституционного надзора — Земельный конституционный суд Саксонии-Анхальт (Landesverfassungsgericht Sachsen-Anhalt), высшая судебная инстанция — Высший земельный суд Наумбурга (Oberlandesgericht Naumburg), высшая судебная инстанция административной юстиции — Высший административный суд Земли Саксонии-Анхальт (Oberverwaltungsgericht des Landes Sachsen-Anhalt).

## Административное деление

Административная карта земли Саксония-Анхальт.

Территория Саксонии-Анхальт делится на 11 районов (нем. Landkreis) и 3 внерайонных (приравненных к районам) города (нем. Kreisfreie Stadt). Районы, в свою очередь, включают города (нем. Stadt) и общины (нем. Gemeinde), а сами города делятся на местечки (нем. Ortschaft).

### Районы и внерайонные города
| Статус            | Герб | Название по-русски  | Название по-немецки | Индекс автомобильных номеров Германии | Площадь (км²) | Население (по состоянию на 31 декабря 2022 г.) | Административный центр |
| ----------------- | ---- | ------------------- | ------------------- | ------------------------------------- | ------------- | ---------------------------------------------- | ---------------------- |
| Район             |      | Анхальт-Биттерфельд | Anhalt-Bitterfeld   | ABI, AZE, BTF, KÖT, ZE                | 1 454,38      | 157 235                                        | Кётен                  |
| Район             |      | Бёрде               | Börde               | BK, BÖ, HDL, OC, OK, WMS, WZL         | 2.367,15      | 171 393                                        | Хальденслебен          |
| Район             |      | Бургенланд          | Burgenlandkreis     | BLK, HHM, NEB, NMB, WSF, ZZ           | 1 414         | 177 212                                        | Наумбург               |
| Район             |      | Виттенберг          | Wittenberg          | WB, GHC, JE                           | 1 931,68      | 123 888                                        | Виттенберг             |
| Район             |      | Зале                | Saalekreis          | SK, MER, MQ, QFT                      | 1 434,01      | 183 974                                        | Мерзебург              |
| Район             |      | Зальцведель         | Salzwedel           | SAW, GA, KLZ                          | 2 294,16      | 82 457                                         | Зальцведель            |
| Район             |      | Зальцланд           | Salzland(kreis)     | NWM, GDB, GVM, WIS, (HWI)             | 1 427,55      | 186 420                                        | Бернбург               |
| Район             |      | Йерихов             | Jerichower          | JL, BRG, GNT                          | 1 577,42      | 90 256                                         | Бург                   |
| Район             |      | Мансфельд-Зюдгарц   | Mansfeld-Südharz    | MSH, EIL, HET, ML, SGH                | 1 449,01      | 132 034                                        | Зангерхаузен           |
| Район             |      | Гарц                | Harz                | HZ, HBS, QLB, WR                      | 2 104,91      | 210 381                                        | Хальберштадт           |
| Район             |      | Штендаль            | Stendal             | SDL, HV, OBG                          | 2 424,01      | 110 291                                        | Штендаль               |
| Внерайонный город |      | Дессау-Рослау       | Dessau-Roßlau       | DE, RSL                               | 244,79        | 79 655                                         |                        |
| Внерайонный город |      | Галле               | Halle (Saale)       | HAL                                   | 214,19        | 218 095                                        |                        |
| Внерайонный город |      | Магдебург           | Magdeburg           | MD                                    | 201,03        | 239 364                                        |                        |

### История административного деления

Административная реформа 2007 года в Саксонии-Анхальт: 22 района объединены в 11
районов

В рамках ГДР, в 1952—1990 годах территория Саксонии-Анхальт представляла собой два округа: Магдебург и Галле.
С 1991 до 2007 год новообразованная земля Саксония-Анхальт включала 3 внерайонных города (Магдебург, Галле, Дессау) и 22 ныне упразднённых района:
| | |
| 1. Анхальт-Цербст, 2. Ашерслебен-Штасфурт, 3. Бёрде, 4. Бернбург, 5. Биттерфельд, 6. Бургенланд, 7. Вайсенфельс, 8. Вернигероде, 9. Виттенберг, 10. Йерихов, 11. Зальцведель, | 1. Залькрайс, 2. Зальцланд, 3. Зангерхаузен, 4. Кведлинбург, 5. Кётен, 6. Мансфельд, 7. Мерзебург-Кверфурт, 8. Оре, 9. Хальберштадт, 10. Шёнебек, 11. Штендаль |

С 1991 до 2003 год Саксония-Анхальт также делилась на 3 административных округа:
1. Магдебург (Magdeburg)
2. Галле (Halle)
3. Дессау (Dessau)

### Местные органы государственной власти
Представительные органы районов — крейстаги (нем. Kreistag), состоящие из главы (Landrat) и непрофессиональных членов крейстага (Ehrenamtliche Mitglieder des Kreistages), избираемых населением, избирающих из своего состава председателя крейстага (Vorsitzender des Kreistages), исполнительную власть в районах осуществляют ландраты, избираемые населением.
Представительные органы городов — штадтраты (Stadtrat), состоящие из обер-бургомистра (Oberbürgermeister) и членов штадтрата, избираемых населением, избирающих из своего состава председателя штадтрата, исполнительную власть в городах осуществляют обер-бургомистры, избираемые населением.
Представительные органы общин — гемайндераты (Gemeinderat), состоящие из бургомистра (Bürgermeister) и членов гемайндерата, избираемых населением, избирающих из своего состава председателя гемайндерата, исполнительную власть в общинах осуществляют бургомистры, избираемые населением.
Представительные органы местечек — советы местечек (Ortschaftsrat), исполнительные органы местечек — местные бургомистры (Ortsbürgermeister).

## Регионы-побратимы
Саксония-Анхальт имеет партнёрские отношения с:
- Франция: Центр — Долина Луары
- Польша: Мазовецкое воеводство

## Религия
Большинство верующих — лютеране, крупнейшие лютеранские деноминации — Евангелическая Церковь в Центральной Германии (нем. Evangelische Kirche in Mitteldeutschland) и Евангелическая Поместная Церковь Анхальта (Evangelische Landeskirche Anhalts).

## Экономика
Экономика в Саксонии-Анхальт находится в стадии развития. После объединения Германии большая часть предприятий была закрыта или разорилось. Из-за этого в Саксонии-Анхальт очень высокая безработица (количество безработных: 184 558 / уровень безработицы — 14,6 % (по состоянию на декабрь 2007 г.)).
Важными секторами экономики являются сельское хозяйство и химическая промышленность. Для химической промышленности важнейшим регионом является Среднегерманский химический треугольник. Лёссовые почвы Магдебургской равнины и предгорий Гарца считаются одними из самых плодородных в Германии. На них возделываются в основном зерновые, сахарная свёкла, картофель и овощи. Также земля Саксония-Анхальт благодаря г. Кведлинбургу известна за пределами Германии как центр семеноводства. Кроме того, в Саксонии-Анхальт много предприятий пищевой промышленности, в том числе и сахарных заводов. В Магдебурге и Дессау ведущую роль играет тяжёлое транспортное машиностроение.

## Достопримечательности

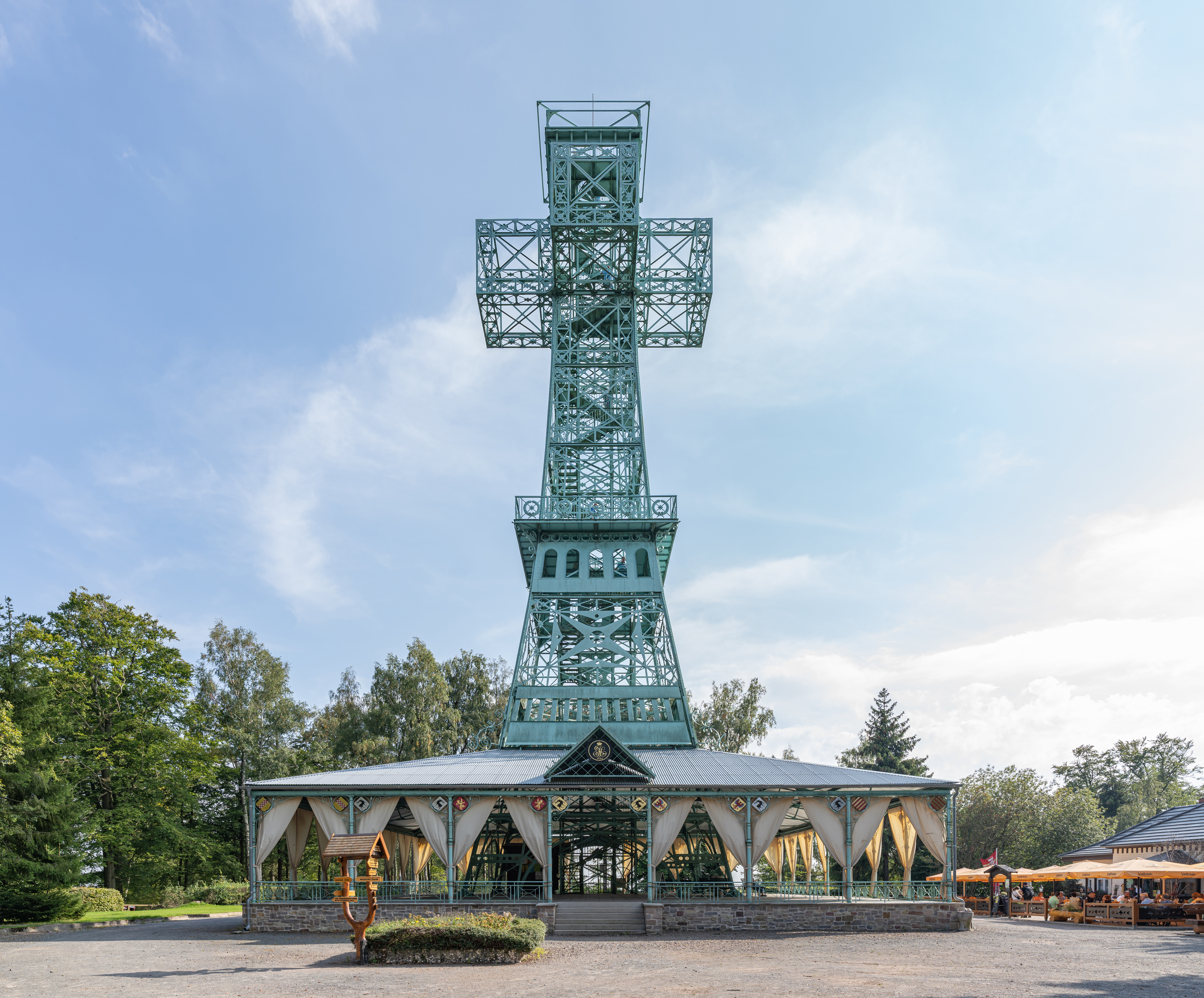
Крест Йозефа

Достойны внимания такие города, расположенные в Гарце, как Хальберштадт, Вернигероде и Кведлинбург с их фахверковыми домами XVI—XVIII веков. Старую часть Кведлинбурга с его 1200 фахверковыми домами, которые постепенно реставрируются, ЮНЕСКО внесла в список памятников Всемирного культурного наследия. В Наумбурге достоин внимания собор святых Петра и Павла, который был построен в XIII веке и в котором находятся скульптуры его основателей Эккехарда и Уты. Дессау-Вёрлицский парк (площадь — 112 га) с дворцом Леопольда III, построенным в 1773 г., считается одним из красивейших английских парков Европы. Туристов привлекает также Дорога романики, протянувшаяся по территории Саксонии-Анхальт на 1000 км и соединяющая свыше 70 архитектурных памятников.
В Дессау находится одна из самых известных в мире школ дизайна — «Баухауз». С 1922 по 1933 год в этой школе преподавал Василий Кандинский.

## Галерея

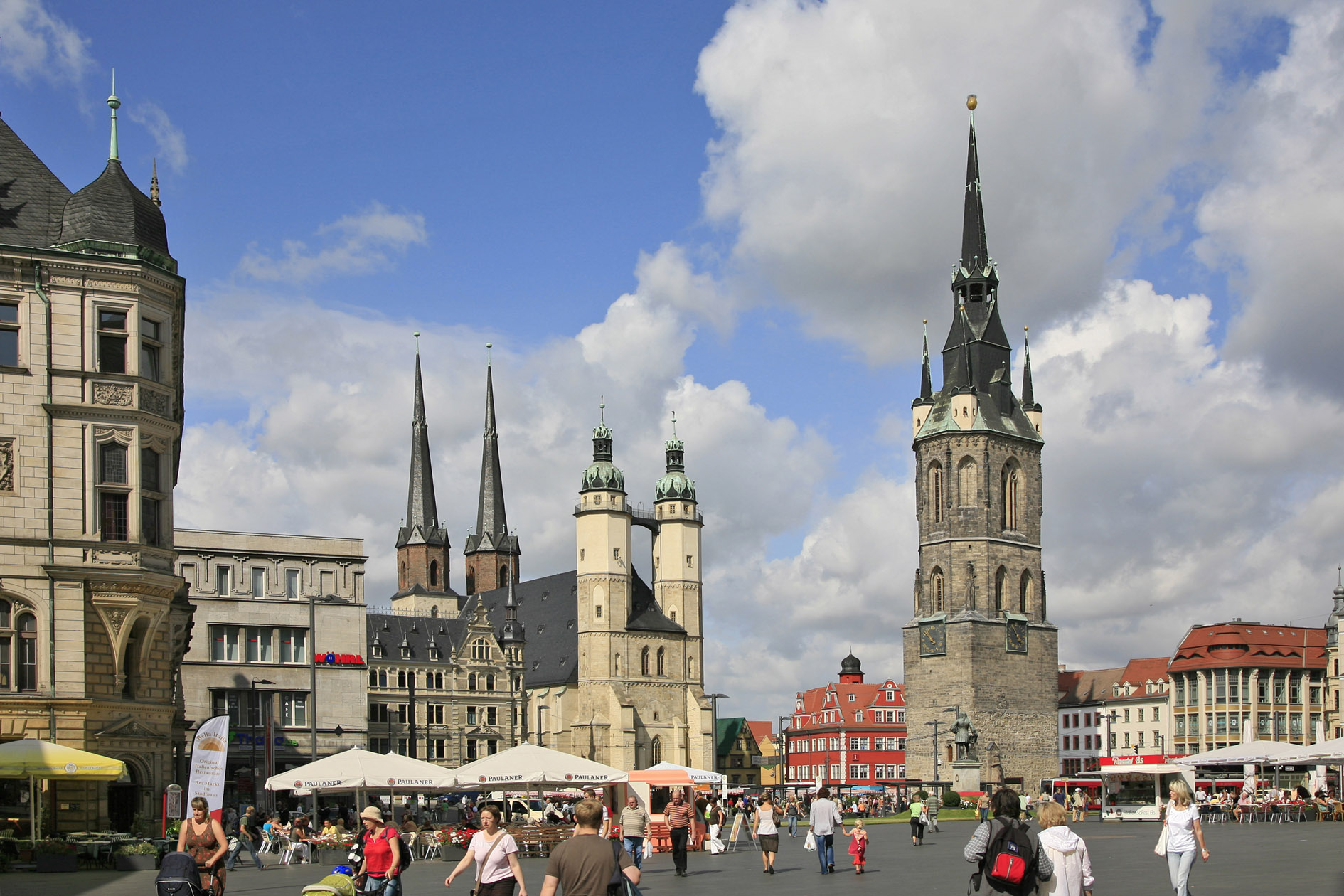
Галле — крупнейший город Саксонии-Анхальт
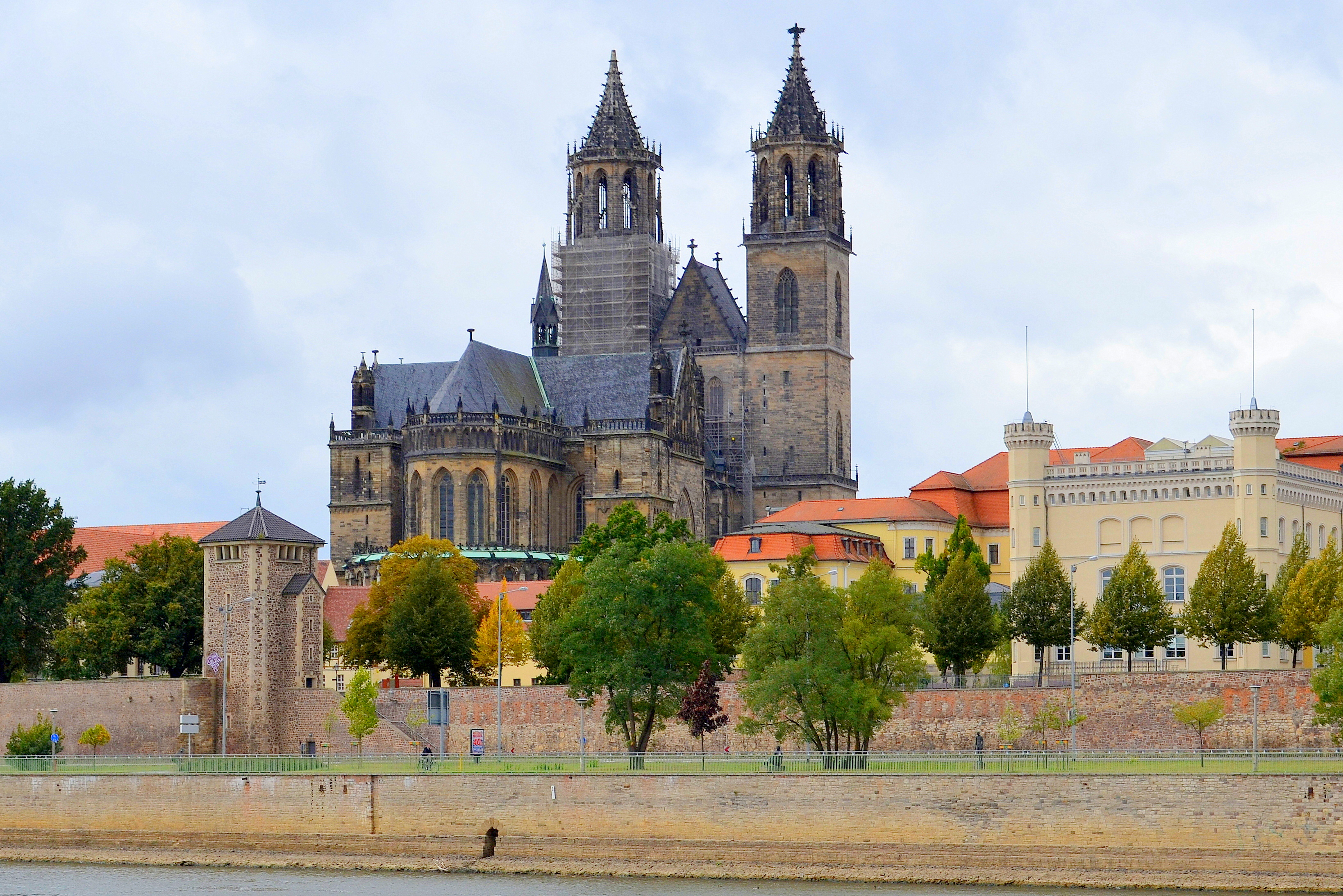
Магдебургский собор
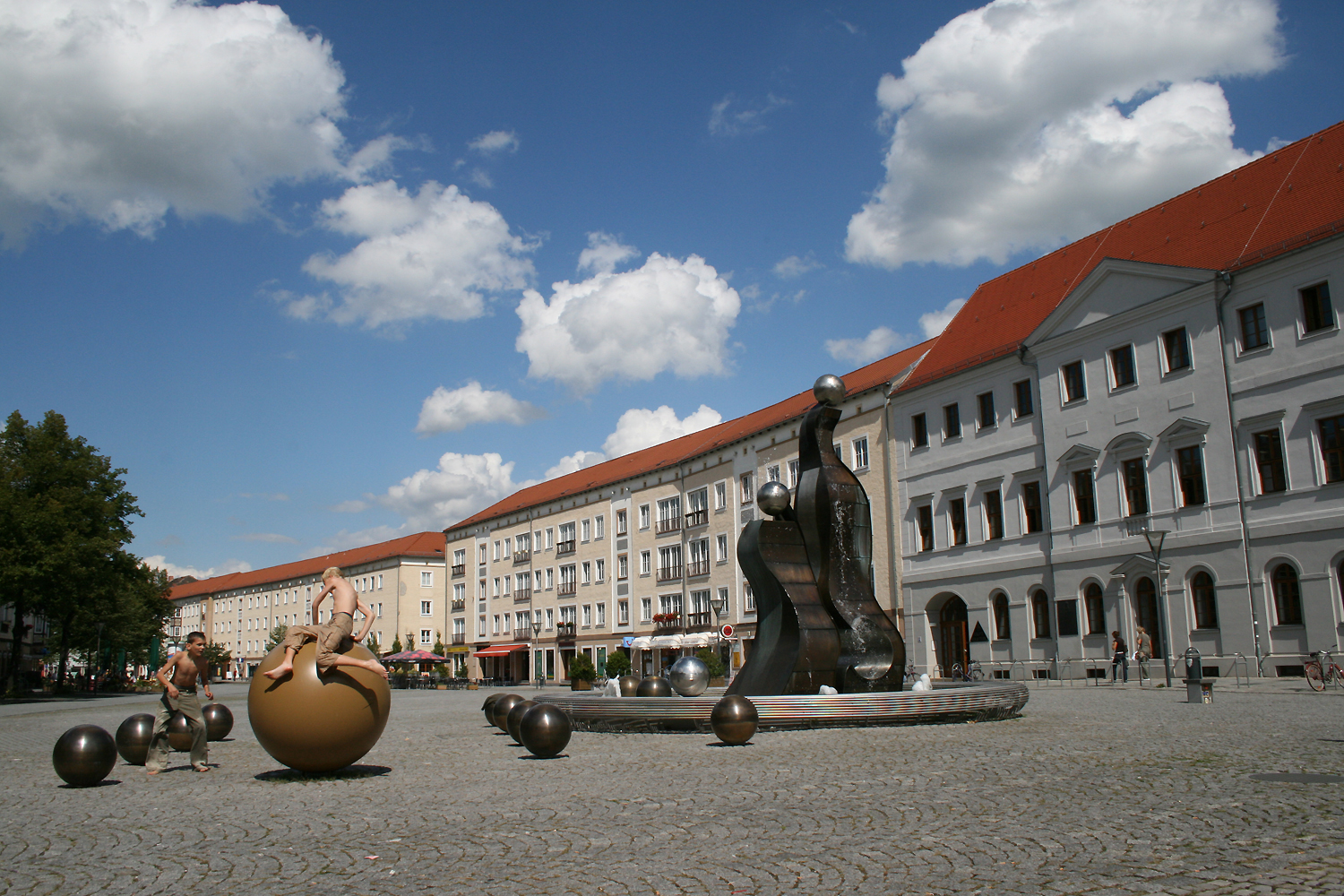
Дессау, Рыночная площадь
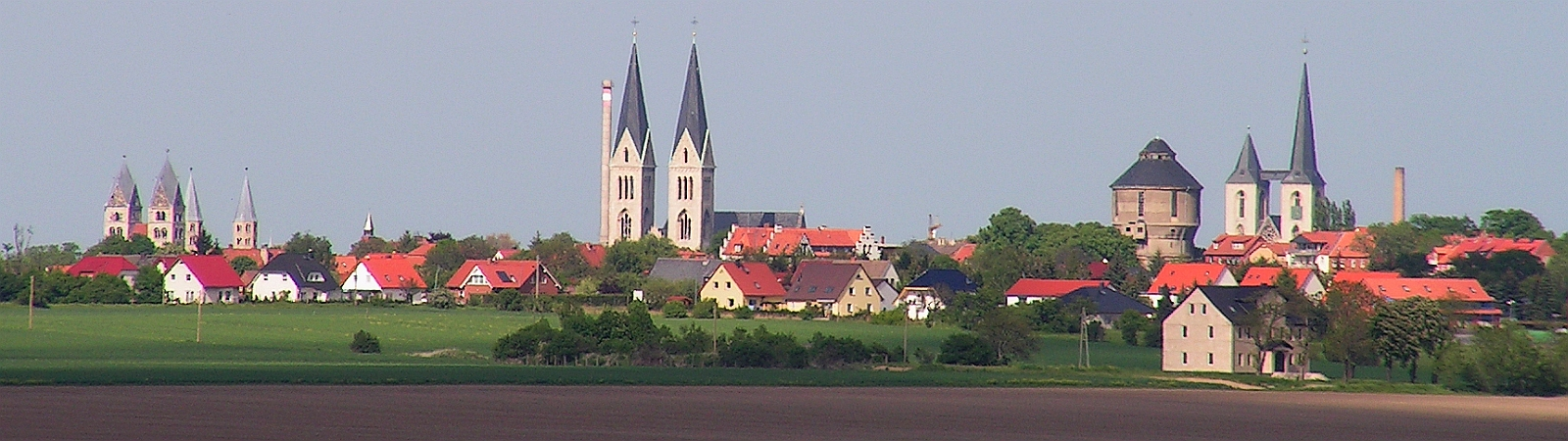
Панорама Хальберштадта
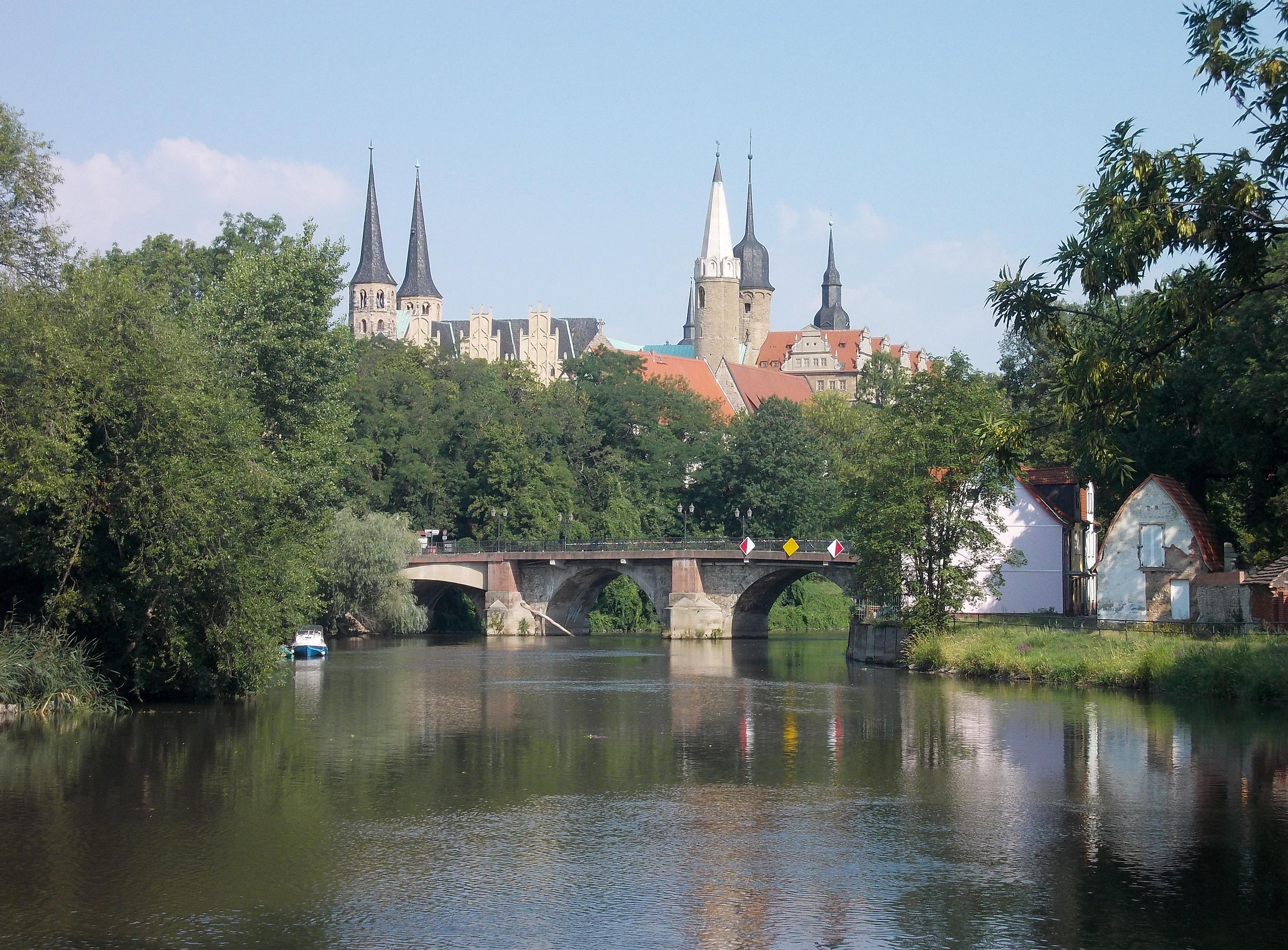
Вид на замок и собор Мерзебурга
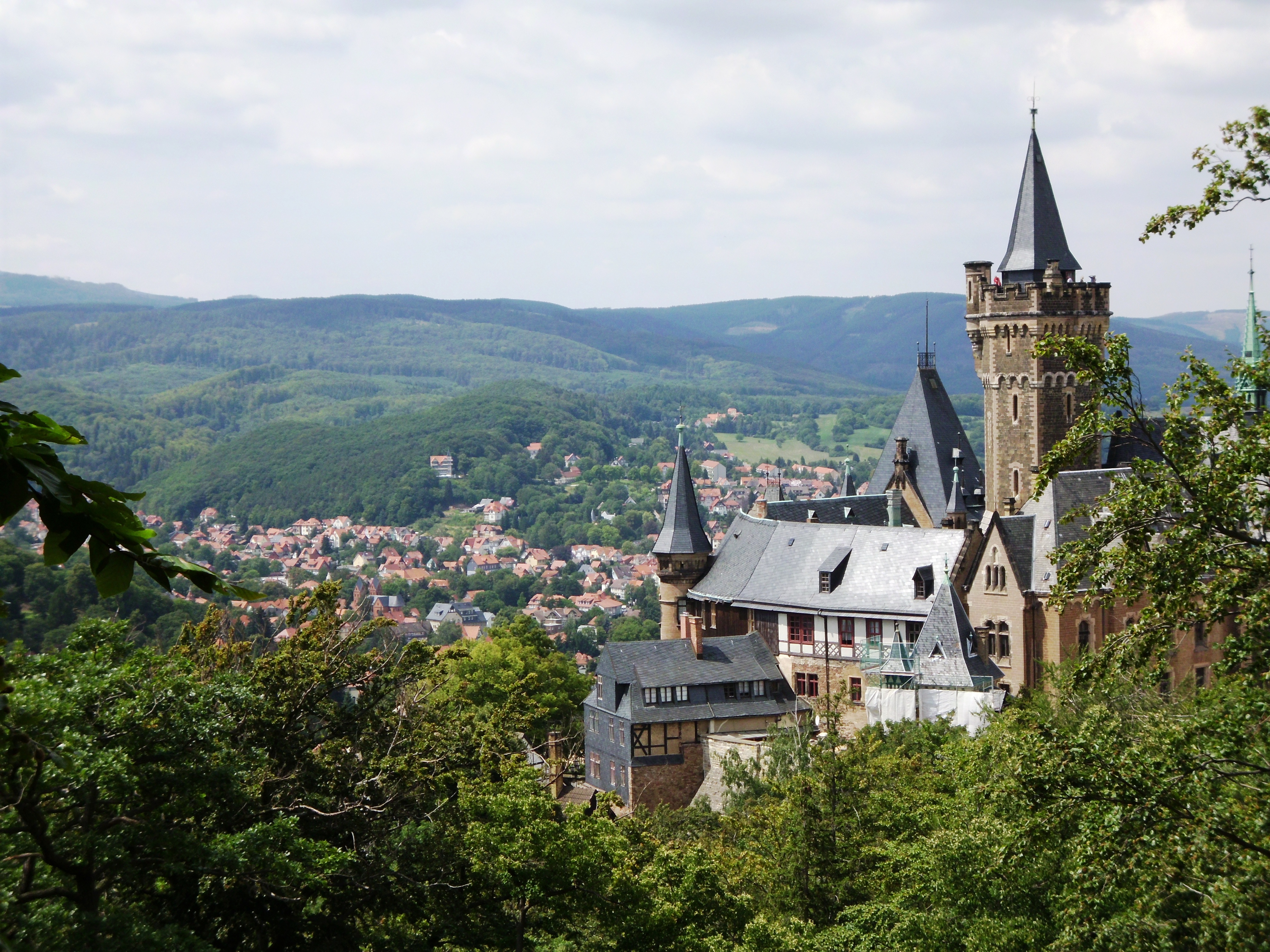
Замок в Вернигероде

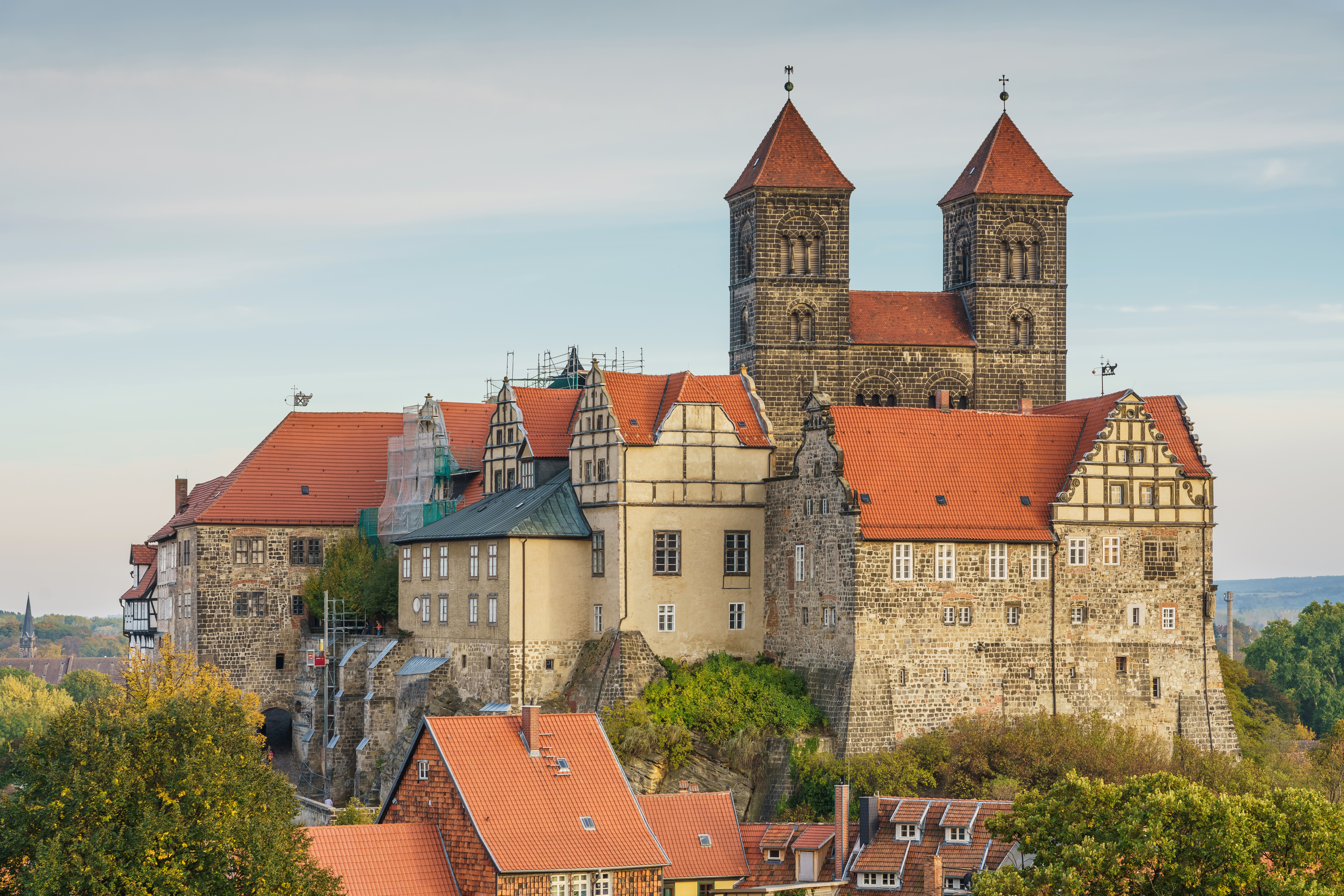
Соборная церковь и замок в Кведлинбурге
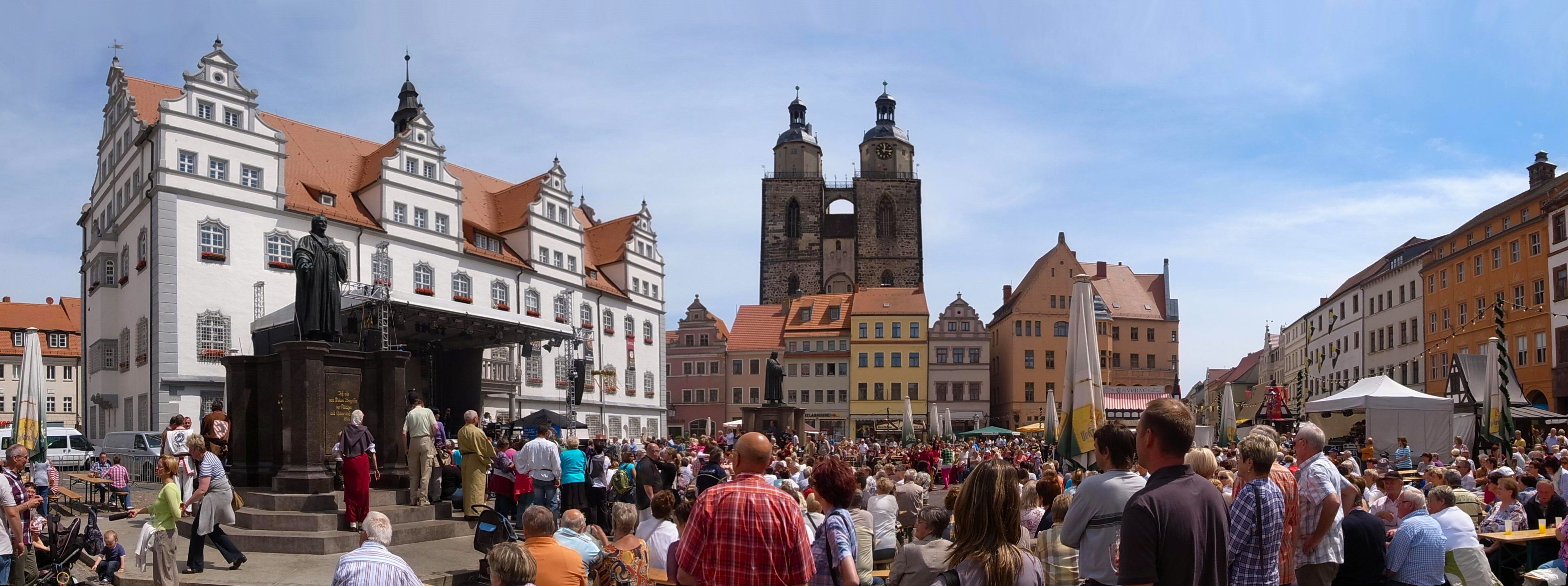
Виттенберг, Рыночная площадь
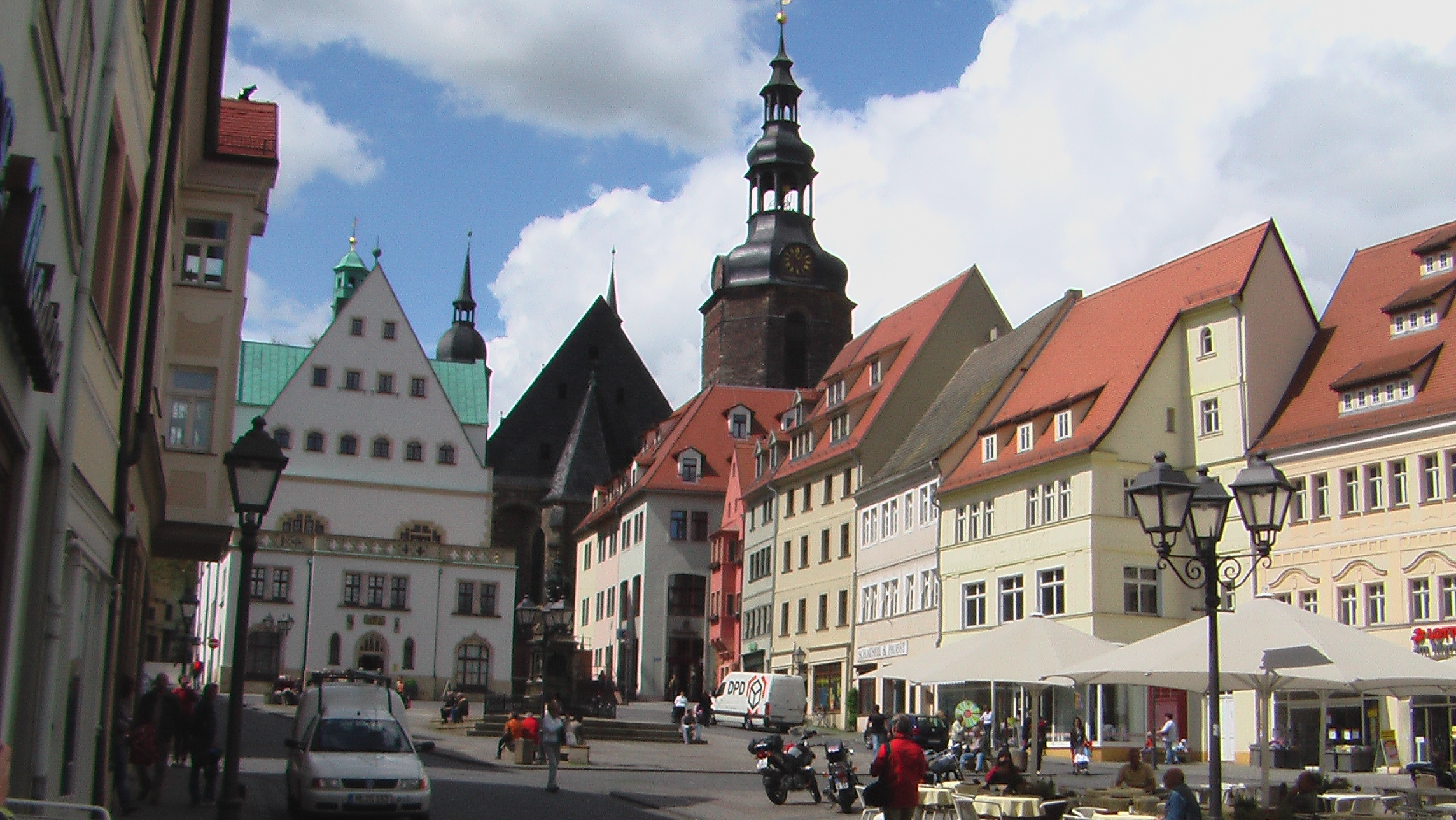
Айслебен, Рыночная площадь
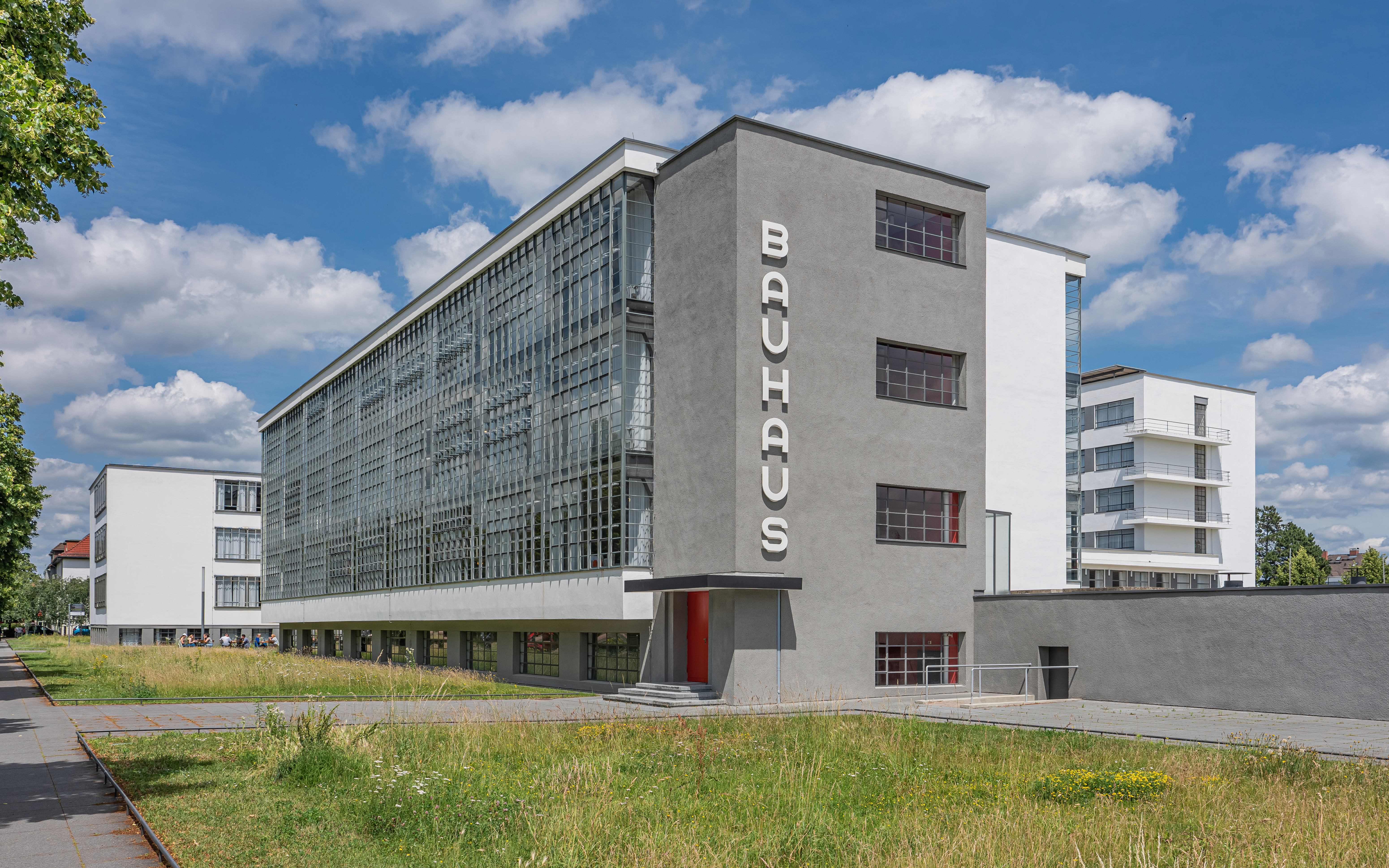
Баухауз Дессау
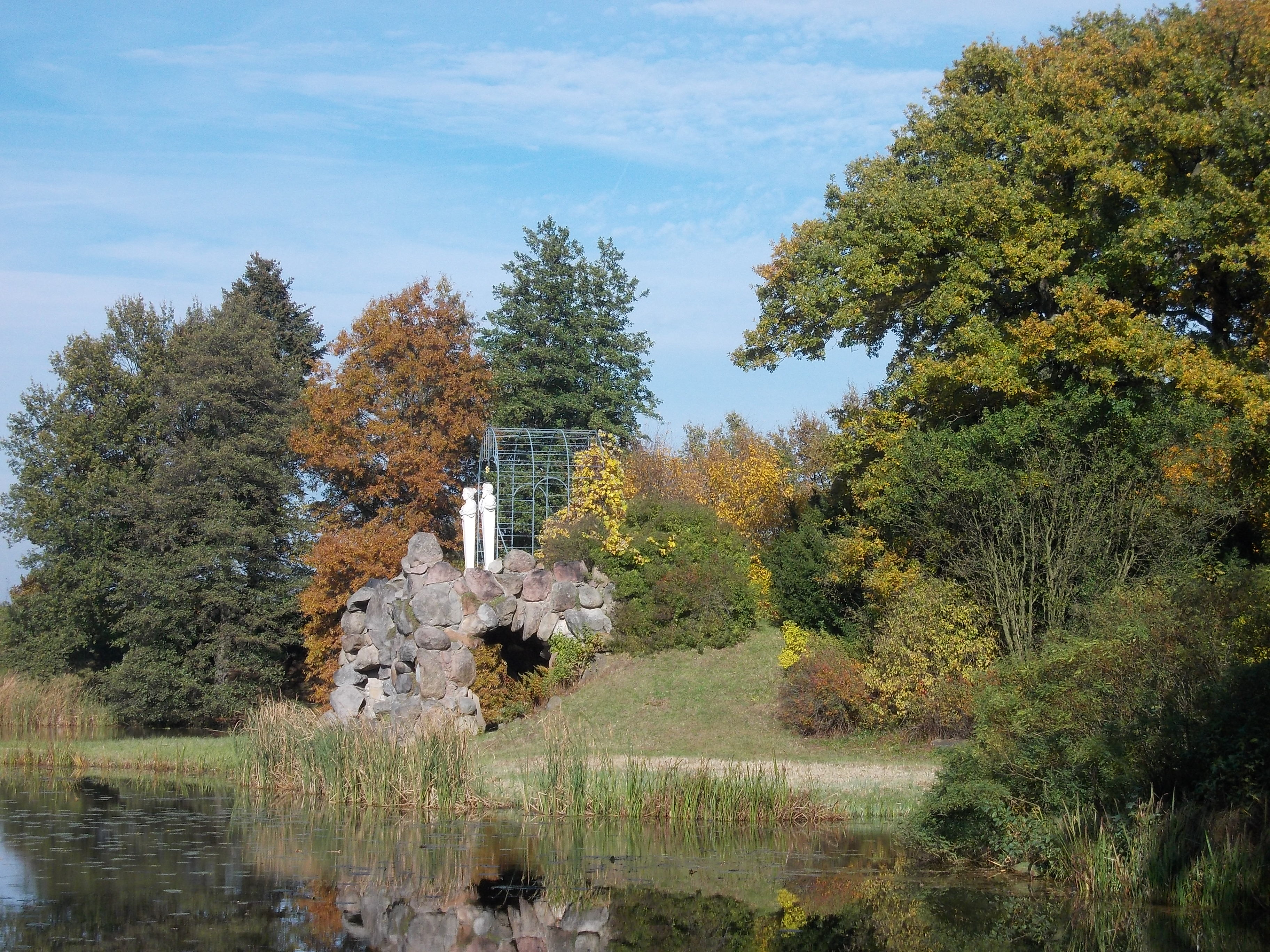
Парковое королевство Дессау-Вёрлиц
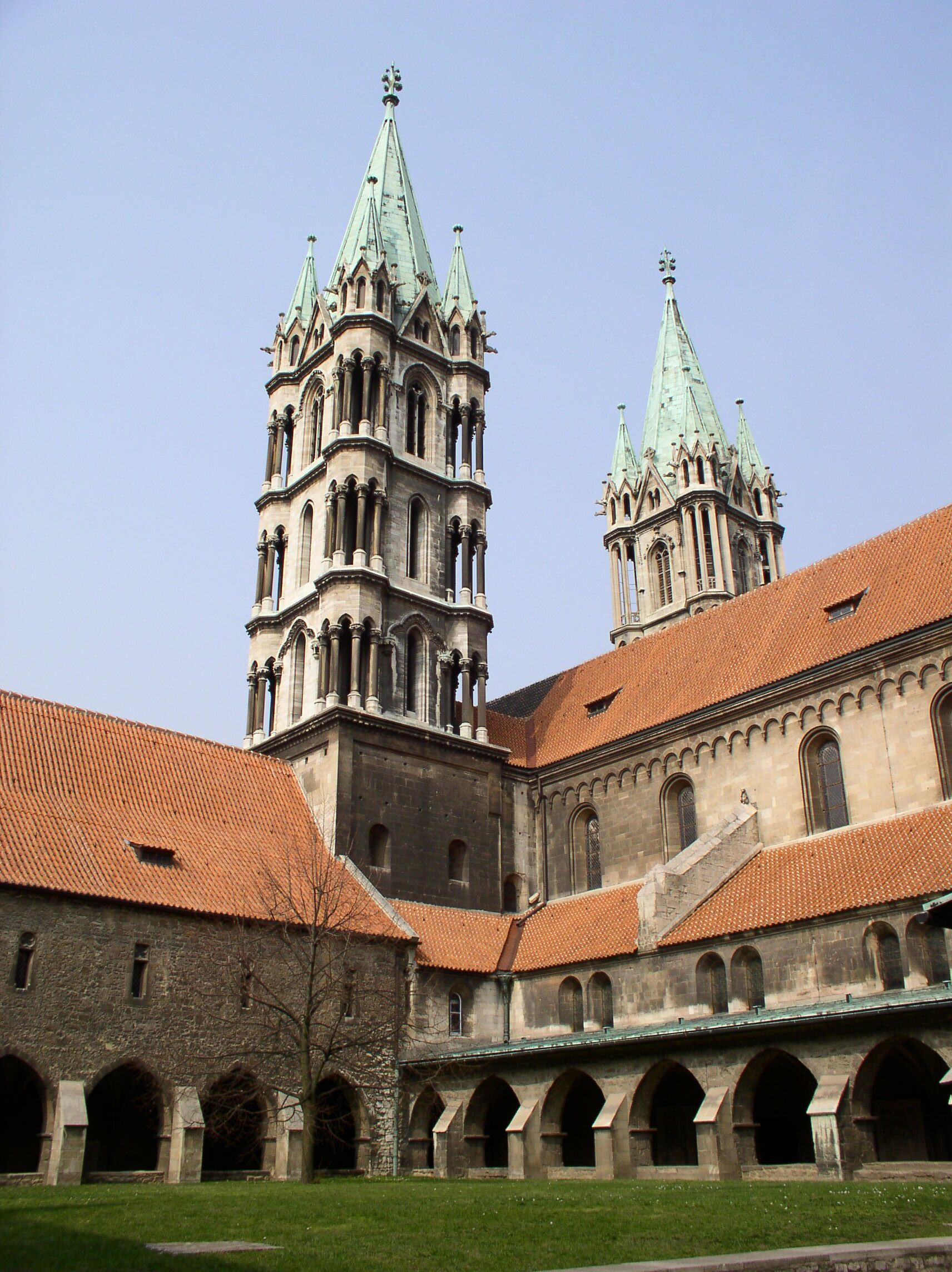
Наумбургский собор